# Máté Olga
Máté Olga, 1907-ig Mautner Olga (házassága után Zalai Béláné; Szigetvár, 1879. január 3. – Budapest, Ferencváros, 1961. április 5.) magyar fényképész, fotóművész, feminista mozgalmár.
A 20. század első felének egyik legjelentősebb műtermi portréfotográfusaként ismerjük, emellett úttörő volt az akt- és mozdulatfelvételek ábrázolásában, majd pályája utolsó szakaszában nyitottságának és kísérletező kedvének köszönhetően újat alkotott az új tárgyiasság területén is. Székely Aladár, Pécsi József, Rónai Dénes kortársaként az egyik legigényesebb portréfényképész. Ő az első Magyarországon, aki a nők által művelt fotózást a dilettantizmusból a professzionizmus magaslatára emelte, aki több évtizedes alkotói periódusai során férfikollégáinak egyenrangú, konkurenciát jelentő partnere volt, aki lírai attitűdje ellenére erőteljesen hatott kortársaira is.

## Életútja

### Családja
Hétgyermekes család harmadik gyermeke; apja Mautner Lajos, anyja Spiegel Sarolta volt. Születése után néhány évvel később családjával együtt a fővárosba, Budapestre költöztek, ahol varrodát üzemeltettek. Két lány és négy fiútestvére között volt építész, futballista, magánnyomozó, gyógytornász és Párizsban végzett szabó-varrónő. Melanie nevű lánytestvére gyógytornász és mozgásművészeti oktató volt; Rezső testvére építész volt, Gizella Párizsban tanulta ki a szabás-varrás mesterségét, ruhaszalont nyitott, és Murmann József szobrászművész felesége lett.
Zalai Béla filozófussal kötött házasságot 1912. augusztus 28-án, Budapesten. Férje 1915 februárjában hadifogolytáborban tífuszban elhunyt.

### Pályafutása
Családja minden tagja támogatta a fotóművészet iránti érdeklődését. 1908-1909-ben Németországba küldték két évre, hogy kiválasztott foglalkozását magas szinten sajátítsa el, és tanulja meg a legmodernebb módszereket Dührkoopnál és Perscheidnél, két neves fotográfusnál.<foto97 /> 
1899-ben Budapesten, a Fő utca 21-ben levő fotóműteremben dolgozott. 1907–1910 között részt vett hazai fényképkiállításokon. Pár év leforgása alatt az akkoriban korszerű portréfotózás egyik kiemelkedő és ismert kiválóságává vált, 1911-ben már elismert művész. 1912-ben nyitotta meg saját műtermét a Veres Pálné utca 12-ben. Leghíresebb munkái között szerepel néhány híres ember arcképe, akikkel férje révén ismerkedett meg, mint például Babits Mihály és Kaffka Margit. Nádai Pál 1916-ban úgy jellemezte munkásságát, hogy „egy asszony, aki az amatőrök stílusérzékenységét nagyon elmélyült szakmai tudással kötötte össze”. Férje, Zalai Béla filozófus révén baráti körébe tartoztak a Vasárnapi Kör szószólói Balázs Béla, Lukács György, Mannheim Károly, Hauser Arnold, akik férje halála után is sűrűn megfordultak nála. Haláláig jó kapcsolatot tartott fenn Kozma Lajossal, a híres építész-grafikussal és családjával, Ferenczy Noémival és a Kner családdal.
Tevékeny résztvevője volt a feminista mozgalomnak, kapcsolatban állt a nőmozgalom Bédy-Schwimmer Rózsa vezette csoportjával, valamint Erdős Renée-vel, Ferenczy Noémivel, Kaffka Margittal és másokkal. Őt kérték fel gyűléseik megörökítésére, és képei a Nemzetközi Szüfrazsett Szövetség VII. kongresszusáról a korabeli lapokba is bekerültek. A Tanácsköztársaság megdöntése után sokak (Lukács György, Hamburger Jenő) életét mentette meg, ezért a bíróság elítélte.
Ezután a műtermét be kellett zárnia, állandó megfigyelés alatt állt. Magántanítványokat fogadott. Nála tanult a később Párizsban híressé vált Landau Erzsi és műtermének későbbi tulajdonosa, Haár Ferenc.

## Művészete
Példaképei Rudolph Dührkoop, Hugo Erfurth és Perscheid voltak, akiknek a munkásságát behatóbban tanulmányozta, és feltehetően ekkor állt módjában megismerni a különféle nemes eljárásokat és a korszerű műterem felszerelését, működését. A természetes beállítás, a hűséges karakterábrázolás és a világítás pontos használata a hamburgi mester, Dührkoop tanítása. Művészetében Kosel hatása a lakásszerű hangulatot árasztó helyszínválasztás, képein felismerhetők Erfurth arc-fej-kéz analízise, vagy Eugene festményszerű, finom lelkülete. Hatással voltak rá a japán metszetek, a szecessziós festészet és grafika is.
Munkásságának kevéssé ismert területét jelentik az akt- és mozdulatfelvételek. Testvére Mela, nőknek tartott gyógytornát és mozgásművészeti foglalkozásokat, és együtt dolgozott Dienes Valériával, az orkesztika, a testi-lelki szépség mozgáskultúrájának megalkotójával. Dienes és Madzsar Józsefné Jászi Aliz nagyban hozzájárultak táncfotóinak esztétikájához. Elsőként fotózott szép testű, fiatal nőket és gyerekeket ruha nélkül. Leghíresebb aktképei a Rippl-Rónai József megrendelésére készült képek Fenelláról, a festő múzsájáról. A meztelen kisgyermekeket anyjukkal ábrázolta, ezek a beállítások bibliai ízűek. Máté Olga fotói hatással voltak Rippl-Rónai művészetére is, a Fenelláról készült fotói inspirálták a művész Park aktokkal, a Három akt és a Modelljeim kaposvári kertemben című festményeit, és a festő az ő portréját tekintette útmutatónak a Lechner Ödön halálakor készített pasztelljéhez.
Az 1930-as években a fotóművészet új szellemiségével, az új tárgyiassággal találkozva merészen váltott, szoros képkivágások, technikai bravúrok, mögöttes érzelmek jelennek meg a fotóin; ritmus, éles kontrasztok és absztrakt hatások jellemzik zöldségekről, villanykörtéről, csövekről és virágokról készült csendéleteit. Használni kezdte a kemény világítást, mellyel az anyag- és síkszerűség váltogatja egymást, és a rendkívül szűk képkivágásokban formajátékká alakulnak a leghétköznapibb dolgok is. Reklámfotói is ezeket a gyakorlatokat követik, kiegészülve a diagonális szerkesztéssel és a montázstechnikával. Nem követte a tájképeket fényképezők kedvenc témáit, város- és tájképeinek témaválasztása széles körű, szívesen fotózott hídelemeket, transzformátorokat, dolgozó embereket, a mindennap látott város más perspektívájú nem konvencionális arcát. Megújuló gondolatisága lehetővé tette számára, hogy túl az 50. életévén a magyar fotográfia élmezőnyében maradjon, annak ellenére, hogy a kevéssé jövedelmező portréfényképészetet teljesen abbahagyta, átadva műtermét Haár Ferencnek. Haár Ferenc 1938-ban elhagyta az országot, és a műterem tulajdonosa Reismann Marian lett.
Sokáig a fotóművészet súlytalan mellékszereplőjeként tartották számon. Így volt ez egészen az 1980-as évek végéig, amikor egy olasz művészettörténész, a két világháború közötti magyar fotóművészet értékeit kutatva felfedezte, képeiből kiállítást rendezett Rómában, és Máté Olga attól kezdve ismét fontos lett a fotós világ számára.
Művészetét részletesen E. Csorba Csilla mutatja be Máté Olgáról készített könyvében.
A háború alatt bujkálnia kellett hamis papírokkal, egy nyilas razziát követően fogházba került, ahonnan kalandos módon sikerült megszöknie. A felszabadulás után beteg lett, látása megromlott. 1961. április 5-én szegényen és elfeledve halt meg.